# Club Atletico Torino
Il Club Atletico Torino è stata una squadra di pallacanestro femminile di Torino.
Ha vinto il primo campionato italiano nel 1924 gestito dalla FIAF.
Attualmente, non è più in attività.

## 1924
Quella del 1924, seppur la prima (o forse per questo motivo), non fu un'edizione felicissima: ai tempi si giocava all'aperto e la data scelta per questo primo campionato gestito da una Federazione fu il 13 Gennaio! Infatti un'abbondante nevicata fece rimandare il tutto al 10 Febbraio. 4 erano le squadre iscritte ma 2 (le rappresentanti dei Ricreatori Laici di Milano) rinunciarono proprio per le condizioni meteorologiche, pioveva. Il campionato si riduce ad una sfida tra l'Unione Sportiva Milanese, organizzatrice della manifestazione sul suo campo, in via Colletta, e il Club Atletico Torino. Arbitri e regolamento sono a cura della Federazione Italiana Basket-ball.
Che il primo scudetto non sia nato sotto una buona stella si vede anche dalle prime battute di gioco della finale, giocata al mattino intorno alle undici: Reginetta De Simoni, la miglior marcatrice milanese, s'infortuna ad una mano. La sua squadra sbraga totalmente ed il Club Atletico Torinese si impone 52-4.
Della formazione Campione d'Italia fanno parte: Andreina Sacco e Marina Zanetti (che troviamo anche negli albi d'oro delle primatiste italiane di atletica leggera), Migliorina Gatti, Maria Montanara, Ada Regis, Ernestina Nardi.

## 1925
Il Club Atletico Torino perde la finale contro il Pro Patria Busto Arsizio.
Il torneo, sempre gestito dalla FIAF, si allarga, le iscritte sono quattro: le campionesse in carica del Club Atletico Torino, due squadre in rappresentanza della Pro Patria Busto Arsizio e la Forza e Coraggio Milano. Il campionato si disputa in giornata unica, l'8 Febbraio, sul campo di quest'ultima sulla strada provinciale Vigentina. Il regolamento stabilisce che si giochino 4 tempi da 10 minuti. Anche stavolta gli arbitri sono forniti dalla FIB.
SEMIFINALI:
Pro Patria A - Forza e Coraggio 52-2
Club Atletico Torino - Pro Patria B 13-5
FINALE 3º e 4º posto:
Pro Patria B - Forza e Coraggio 28-4
FINALE 1º e 2º posto:
Pro Patria A - Club Atletico Torino 17-4